# Freddie Foxxx
Freddie Foxxx, anche conosciuto come Bumpy Knuckles, pseudonimo di James Campbell (Long Island, 27 marzo 1969), è un rapper e produttore discografico statunitense.

## Discografia parziale
- 1989 - Freddie Foxxx Is Here
- 1994 - Crazy Like a Foxxx
- 2000 - Industry Shakedown
- 2003 - Konexion
- 2008 - Crazy Like a Foxxx (Ripubblicazione ufficiale)
- 2010 - Music From The Man Vol.1 (con Jesse West)
- 2011 - Royalty Check (con KRS-One)
- 2011 - Lyrical Workout (con Statik Selektah)
- 2012 - Kolexxxion (con DJ Premier)
- 2012 - Ambition (con Statik Selektah)